# Robert Thoumyre
Robert Thoumyre, né le 16 février 1883 à Dieppe (Seine-Inférieure) et mort le 20 novembre 1947 à Paris, est un avocat, industriel et homme politique français.

## Biographie
Né à Dieppe, issu d'une famille de négociants, Robert Thoumyre devint une personnalité locale, administrateur des Établissements Robbe frères, présidant la Société d'horticulture (de 1909 à 1931), la Société des Jardins ouvriers et les Normands de Paris. 
Docteur en droit, d'abord avocat à la cour d'appel de Paris, il reprend ensuite la société Thoumyre et fils, créée par son père, et spécialisée dans l'industrie charbonnière. 
Sous-lieutenant puis capitaine durant la Première Guerre mondiale, il est amputé du bras droit après avoir été touché par un obus dans une tranchée de l'Argonne. Cité à l'Ordre de l'Armée, il est réformé en avril 1915 mais reprend du service au ministère des Travaux Publics puis au commissariat de la marine marchande. Sa courte carrière militaire l'a rendu particulièrement sensible aux questions relatives aux anciens combattants et aux mutilés de guerre. Il préside notamment l'association des amputés de Normandie et fonde une maison de retraite pour les anciens combattants. 
Robert Thoumyre est élu député de la Seine-Inférieure en 1919 sur la liste d'Union nationale républicaine et démocratique et succède à Georges Bouctot. Membre de l'Alliance démocratique, la principale formation du centre droit durant la Troisième République, Robert Thoumyre s'inscrit à la chambre au groupe de la gauche républicaine démocratique. Membre de plusieurs commissions comme celles des Douanes, des Pensions, de l'Assurance et de la Prévoyance sociales, il est l'auteur d'un rapport sur la construction d'immeubles à usage exclusif d'habitation et à loyers moyens. En janvier 1920, il est l'un des deux premiers catholiques membres d'un gouvernement français depuis 1877. En 1921-1922, il est envoyé en mission par le président du conseil dans les pays baltes et en Yougoslavie. 
Il est réélu sous son nom en 1924 au parlement et est élu au conseil général de la Seine-Inférieure. En 1927, il est nommé secrétaire de l'Alliance démocratique. Il est réélu en 1928 avec l'investiture directe de l'Alliance démocratique. 
En 1931, Robert Thoumyre est brièvement ministre des Pensions puis, en 1932, entre au Sénat où il siège au sein du groupe de l'Union républicaine. 
Président du conseil général de Seine-Inférieure (1937-1943), il vote les pleins pouvoirs au maréchal Pétain en juillet 1940. Il démissionne de son mandat de conseiller départemental en 1943, n'ayant pas réussi à être nommé président du nouveau conseil départemental. 
En 1945, il est frappé d'inéligibilité par le jury d'honneur et meurt deux ans plus tard le 20 novembre 1947 à l'âge de 64 ans. Inhumé au cimetière de Montmartre à Paris, il fut transféré en juin 1948 au cimetière marin de Varengeville-sur-Mer en Seine-Maritime.

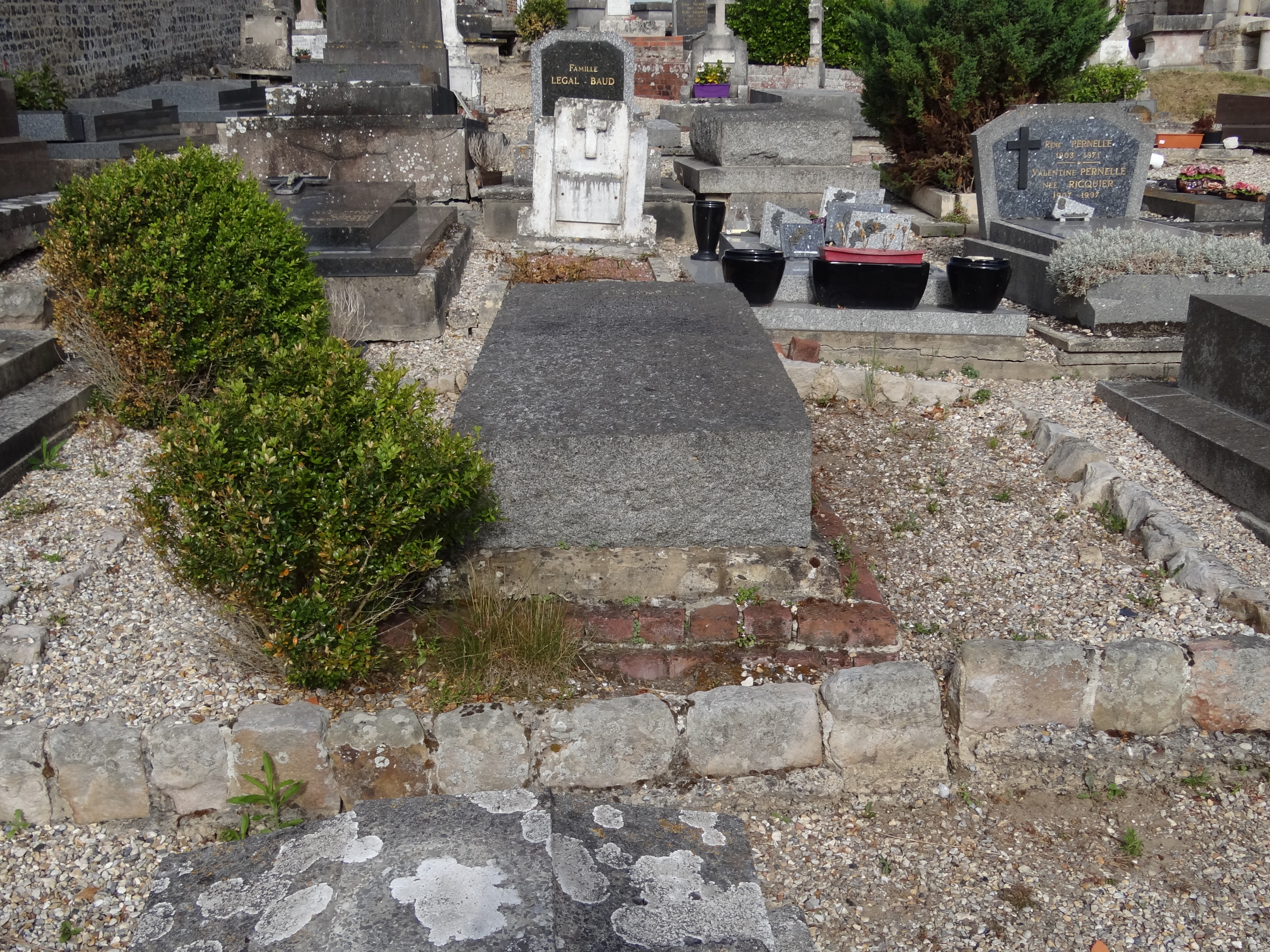
La tombe de Robert Thoumyre au cimetière marin de Varengeville-sur-Mer (Seine-Maritime).

## Famille
Marié en premières noces le 7 septembre 1909 à Marthe Sombret (12 mai 1888-26 octobre 1956), le couple a eu 3 filles avant de divorcer le 19 juillet 1944. Il se remarie le 11 décembre 1944 avec Marcelle Créput (30 novembre 1901-5 avril 1988), union sans enfants.

## Distinctions
- Chevalier de la Légion d'honneur (1914)
- Croix de guerre 1914–1918 (1915)

## Carrière
- Député Républicain de gauche de la Seine-Inférieure de 1919 à 1932.
- Conseiller général de Seine-Inférieure de 1924 à 1943
- Sénateur de la Seine-Maritime de 1932 à 1940.
- Sous-secrétaire d'État au Ravitaillement du 20 janvier 1920 au 16 janvier 1921 dans les gouvernements Alexandre Millerand (1), Alexandre Millerand (2) et Georges Leygues.
- Ministre des Pensions du 13 au 23 décembre 1930 dans le gouvernement Théodore Steeg.
- Président du conseil général de Seine-Inférieure de 1937 à 1943